# Охотино (Пушкинский городской округ)
Охотино — упразднённая деревня, располагавшаяся на территории Пушкинского городского округа Московской области России.

## География
Урочище находится в северо-восточной части области, в зоне хвойно-широколиственных лесов, на левом берегу реки Мележи, на расстоянии примерно 38 километров (по прямой) к северо-востоку от города Пушкино, административного центра округа. Абсолютная высота — 187 метров над уровнем моря.

### Климат
Климат характеризуется как умеренно континентальный, с умеренно холодной зимой и тёплым летом. Среднегодовая температура воздуха — +2,7 °C. Средняя температура воздуха самого холодного месяца (января) — −11,3 °C (абсолютный минимум — −48 °C), средняя температура самого тёплого (июля) — +17 °С (абсолютный максимум — +36 °C). Годовое количество атмосферных осадков — 630 мм, из которых около 70 % выпадает в период с апреля по октябрь.

## История
В «Списке населенных мест Владимирской губернии по сведениям 1859 года» населённый пункт упомянут как казённая деревня Охотина Александровского уезда, расположенная при речке Мележе, в 35 верстах от уездного города. В деревня насчитывалось 59 дворов и проживало 343 человека (149 мужчин и 194 женщины).
По состоянию на 1905 год, в Охотине имелось 72 двора и проживало 403 человека. В административном отношении сельцо входила в состав Ботовской волости.
По данным 1926 года в деревне имелось 77 хозяйств и проживало 376 человек (178 мужчин и 198 женщин). Являлась центром Охотинского сельсовета Шараповской волости Сергиевского уезда Московской губернии.